# شهرستان اسپنسر (ایندیانا)
شهرستان اسپنسر، ایندیانا (به انگلیسی: Spencer County, Indiana) شهرستانی در ایالات متحده آمریکا است که در ایندیانا واقع شده‌است.